# Mosogno
Mosogno is een gemeente en plaats in het Zwitserse kanton Ticino, en maakt deel uit van het district Locarno.
Mosogno telt 61 inwoners.